# Distrito de Affoltern
El Distrito de Affoltern  (también llamado Knonaueramt o Säuliamt) es uno de los doce distritos del Cantón de Zúrich, en Suiza. Su capital es Affoltern am Albis.

## Geografía
El distrito de Affoltern limita al norte con el distrito de Dietikono, al este con los distritos de Zúrich y Horgen, al sur con el cantón de Zug, y al oeste con los distritos de Muri (AG) y Bremgarten (AG).

## Comunas
| Distrito de Affoltern | Distrito de Affoltern  | Distrito de Affoltern |
| Comunas               | Población (31.12.2008) | Superficie km²        |
| --------------------- | ---------------------- | --------------------- |
| Aeugst am Albis       | 1700                   | 7.87                  |
| Affoltern am Albis    | 10 630                 | 10.56                 |
| Bonstetten            | 4990                   | 7.42                  |
| Hausen am Albis       | 3253                   | 13.64                 |
| Hedingen              | 3403                   | 6.59                  |
| Kappel am Albis       | 865                    | 7.87                  |
| Knonau                | 1733                   | 6.48                  |
| Maschwanden           | 568                    | 4.67                  |
| Mettmenstetten        | 4109                   | 13.11                 |
| Obfelden              | 4520                   | 7.54                  |
| Ottenbach             | 2311                   | 4.98                  |
| Rifferswil            | 843                    | 6.50                  |
| Stallikon             | 2869                   | 12.01                 |
| Wettswil am Albis     | 4323                   | 3.77                  |
| Total (14)            | 46 117                 | 113.01                |